# Roger Crespin
Roger Crespin, né le 14 novembre 1913 à Brest et mort le 8 avril 2008 à Reims, est un homme politique français.

## Biographie
Il devient député de la Marne en 1973 pour remplacer le maire de Reims Jean Taittinger alors entré au gouvernement.

## Détail des mandats
- Député de la première circonscription de la Marne : 1973-1978